# 무음

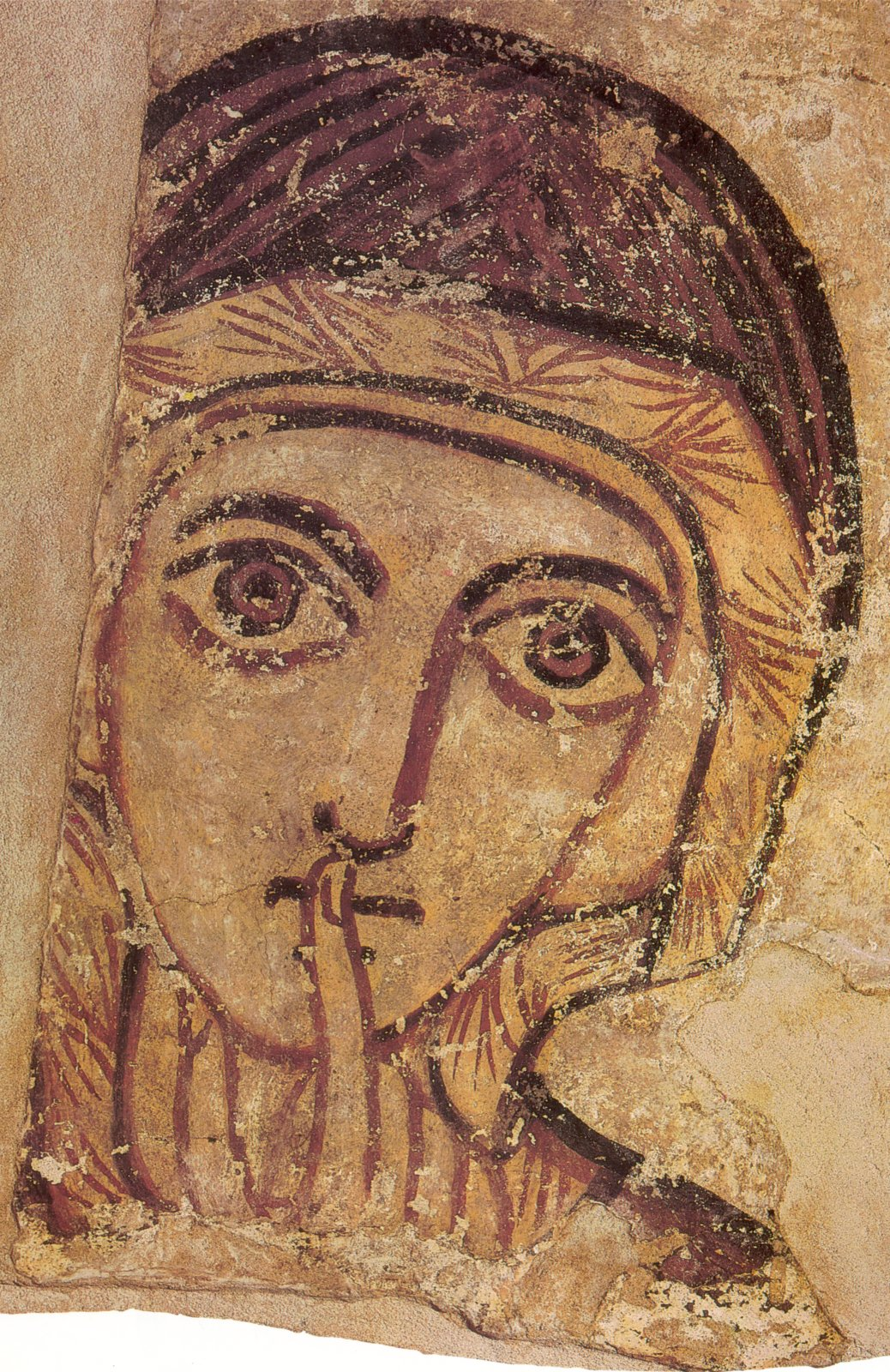
8세기 콥트. 바르샤바 국립미술관.

무음(無音)은 소리의 부재, 곧 들리지 않는 상태를 말한다. 침묵이라고도 한다. 주변에서 들을 수 있는 소리가 없거나, 주의를 끌지 못할 정도로 낮은 강도의 소리가 방출되거나, 소리 생성이 중단된 상태이다. 후자의 의미는 말이나 다른 매체를 통한 의사소통 형태의 중단 또는 부재에 적용되도록 확장될 수 있다.
의식에서는 상대적으로 긴 침묵의 간격을 사용할 수 있다. 일부 종교 분야에서 사람들은 영적 변화를 위한 금욕적 수단으로 오랜 기간 동안, 심지어 남은 생애 동안 침묵을 유지한다.
소리를 내지 말라는 의미로 '쉿' 또는 '쉬'라는 감탄사를 사용한다.

## 관련 논문
- 배경진, 〈침묵의 기능: 셰익스피어 드라마와 르네상스 소네트를 중심으로〉, 《고전 르네상스 영문학》 13-1, 한국고전중세르네상스영문학회, 2004
- 허영주, 〈교사의 의사소통적 침묵의 교육적 기능과 의미〉, 《교육방법연구》 19-1, 한국교육방법학회, 2007
- 김인택, 〈의사소통 과정에서 ‘침묵’ 행위의 사회·문화론적 해석〉, 《코기토》 69, 부산대학교 인문학연구소, 2011
- 서동은, 〈철학 상담에 있어 침묵의 역할에 대하여〉, 《현대유럽철학연구》 28, 한국하이데거학회, 2012
- 장영희, 〈비언어 의사소통으로서의 침묵의 기능과 의미 분석을 통한 유형 분류〉, 《어문론집》 50, 중앙어문학회, 2012
- 박선진, 〈레오니트 안드레예프(Л.Н. Андреев)의 희곡에 나타난 지문 ‘침묵’의 기능 연구 - 《예카테리나 이바노브나 (Екатерина Ивановна)》를 중심으로 -〉, 《노어노문학》 25-2, 한국노어노문학회, 2013
- 문영식, 〈아우구스티누스의 능변과 침묵〉, 《철학논총》 94, 새한철학회, 2018
- 이채린·김세현·허태균, 〈무언(無言)은 무념(無念)일까? : 침묵의 사회적 기능에 대한 탐색적 연구〉, 《사회언어학》 27-1, 한국사회언어학회, 2019
- 석형락, 〈못 들은 척과 침묵 －김유정 문학에서 듣기의 양상과 그 의미〉, 《현대소설연구》 88, 한국현대소설학회, 2022
- 박주형, 〈정지용 시에서 침묵의 언어적 재현에 대한 고찰 -시교육에서의 활용 가능성을 중심으로-〉, 《우리말글》 94, 우리말글학회, 2022
- 김영진, 〈유마경의 격발성 언어 기교와 침묵의 대화법〉, 《동아시아불교문화》 59, 동아시아불교문화학회, 2023
- 문희경, 〈그림책에 나타난 침묵의 미학적 기능 연구〉, 《한국아동문학연구》 47, 한국아동문학학회, 2023
- 백은미, 〈여성의 영적 성숙을 위한 침묵 수행〉, 《신학과 실천》 91, 한국실천신학회, 2024
- 고대유·한명성, 〈집단주의 문화 및 조직 특성을 통한 침묵 유형 간의 차별성 조명- 체념적･방어적 침묵의 상관성을 중심으로 -〉, 《한국지방행정학보》 22-1, 한국지방행정학회, 2025
- 김화경, 〈초연결 사회와 과잉의 디스토피아 - ‘침묵하기’를 통해 살펴본 인간다움에 대한 질문 -〉, 《동학학보》 73, 동학학회, 2025
- 조홍진, 〈‘침묵’의 해석 - 사회사/역사사회학의 사료에서 드러나지 않는 목소리와 그 함의〉, 《사회와 역사(옛 한국 사회사학회 논문집)》 145, 한국사회사학회, 2025
- 양성자, 〈증후적 침묵과 감정 정치 - 강경애와 샤오홍 소설의 여성 주체성 비교 연구〉, 《한남어문학》 46-2, 한남어문학회, 2025

## 같이 보기
- 무성 영화
- 무향실
- 함묵
- 노 코멘트
- 침묵 (소설)